# Brisingerne
|  | For alternative betydninger, se Berling eller Dvalin. |
Brisingerne er i nordisk mytologi de fire dværge: Alfrigg, Berling, Dvalin og Grerr.
Navnet "Brisingerne" blev dem givet efter de havde fremstillet Brisingamen.
| Nordisk mytologi | Spire Denne artikel om nordisk religion og mytologi er en spire som bør udbygges. Du er velkommen til at hjælpe Wikipedia ved at udvide den. |